# Lewiszuur
Een lewiszuur (L-zuur) is een molecuul of ionaire verbinding dat een elektronenpaar kan accepteren en een gecoördineerde covalente binding kan vormen met een elektronenpaardonor, (een lewisbase of L-base). Lewiszuren zijn vernoemd naar de Amerikaanse chemicus Gilbert Lewis (1875-1946).
De definitie van de term zuur heeft in de geschiedenis van de scheikunde belangrijke veranderingen ondergaan. Oorspronkelijk werd de definitie beperkt tot stoffen die een waterstofion (H+) konden afstaan in water, zoals zoutzuur (HCl). Dit is de definitie volgens Arrhenius, en zuren die hieraan voldoen, worden arrheniuszuren genoemd. Deze definitie werd vervolgens uitgebreid door Brønsted, die zei dat zuren niet per se in water hoeven te reageren. Een brønstedzuur is daarmee een molecuul dat een proton kan doneren. Kort daarop werd het begrip door Lewis nog verder uitgebreid met stoffen die helemaal geen waterstof bevatten. Volgens Lewis was het accepteren van een elektronenpaar kenmerkend voor een zuur. Alle arrheniuszuren en brønstedzuren vallen ook onder deze definitie en zijn dus ook lewiszuren. Andersom geldt dat niet. Er zijn lewiszuren die geen arrheniuszuren of brønstedzuren zijn. Bekende voorbeelden hiervan zijn: aluminiumchloride (AlCl3), zinkchloride (ZnCl2), ijzer(III)chloride (FeCl3) en boortrifluoride (BF3).
Het eenvoudigst denkbare lewiszuur is het proton zelf (H+), maar dit is tegelijk ook een brønstedzuur. Voor een reactievoorbeeld kan als lewisbase een oxide-ion (:O2−) dienstdoen (het vrije elektronenpaar dat bij de reactie wordt afgestaan aan de proton, is aangegeven met de twee puntjes). De covalente binding tussen het waterstofatoom en het zuurstofatoom wordt gevormd volgens:
H+ + :O2− → O-H−
Een voorbeeld van een lewiszuur dat geen brønstedzuur is, is koolstofdioxide (CO2). Koolstofdioxide reageert in het water met kleine hoeveelheden hydroxideionen die daarin aanwezig zijn. Daarbij wordt monowaterstofcarbonaat (HCO3−) gevormd:
CO2 + O-H− → HCO3−